# Anne McCaffrey
Anne Inez McCaffrey (1. april 1926 i Cambridge, Massachusetts – 21. november 2011 i Irland) er en amerikansk science fiction-forfatter bedst kendt for sin serie Dragonriders of Pern.
Anne McCaffrey forældre var George Herbert McCaffrey og Anne Dorothy McElroy. Hun har to brødre, Hugh McCaffrey (død 1988), major i USA's hær, og Kevin Richard McCaffrey.
McCaffrey gik i skole på Stuart Hall i Staunton, Virginia, og på Montclair High School, i Montclair, New Jersey. I 1947 tog hun afgangseksamen med udmærkelse fra Radcliffe College, med slaviske sprog og litteratur som hovedfag. Efterfølgende arbejdede hun som reklametekstforfatter og studerede sang og operainstruktion i USA og Düsseldorf. Senere arbejdede hun ved operaen i Delaware.
I 1950 blev McCaffrey gift, og hun fik tre børn: Alec Anthony (født 1952), Todd (født 1956) og Georgeanne (født 1959). I 1970 blev hun skilt og emigrerede herefter til Irland.
McCaffrey udgav i 1953 sin første novelle, men blev først rigtig produktiv i 1967 med udgivelsen af sin første roman. Hendes Weyr Search, den oprindelige historie i Dragonriders of Pern-serien, vandt i 1968 en Hugo-pris for bedste kortroman. Det var først gang en kvinde vandt en Hugo-pris for fiktion.
Ved Nebula-prisuddelingen i 2005 blev McCaffrey udnævnt til den 22. "stormester" (Grand Master) af organisationen Science Fiction Writers of America.
Hun bor i County Wicklow i et hus hun selv har tegnet, som har fået navnet Dragonhold-Underhill.
Hendes søn, Todd McCaffrey, er begyndt at skrive romaner i Dragonriders of Pern-serien.

### Dragonriders of Pern (Drageridderne på Pern) Serien
- Dragonflight (1968) (den første sektion er udsprunget af "Weyr Search") ISBN 0-345-45633-5, ISBN 0-552-08453-0
- Drager på himlen. (Dragonflight) Oversat af Helle Borgen. – [Valby] : Borgen, 1985. – 303 sider – (Borgen science fiction) ISBN 87-418-7165-0
- Dragonquest (1970) ISBN 0-345-33508-2
- A Time When (1975) (NESFA Press) ISBN 0-915368-07-2

(blev den første del The White Dragon)
- Dragonsong (1976) ISBN 0-689-86008-0
  - Ildøglernes sang (Dragonsong) (Skjaldenes Hal, nr. 1) Borgen Fantaasy, 1. udg. : 1989(1)
- Dragonsinger (1977) ISBN 0-689-86007-2
  - Skjaldenes Hal (Dragonsinger) (Skjaldenes Hal, nr. 2) Borgen Fantasy, 1. udg. : 1989(1)
- The White Dragon (1978) ISBN 0-345-34167-8
- Dragondrums (1979) ISBN 0-689-86006-4
  - Dragetrommer (Dragondrums) (Skjaldenes Hal, nr. 3) Borgen Fantasy, 1. udg. : 1989(1)
- Ildøglernes sang, Skjaldenes hal og Dragetrommer Samling af tre bøger i en. Oversat af Torben Nilsson. – 1. udgave, 1. oplag. – [Valby] : Borgen, 2005. – 191, 272, 233 sider ISBN 87-21-02504-5
- Moreta: Dragonlady of Pern (1983) ISBN 0-345-29873-X
- Nerilka's Story (1986) ISBN 0-345-33949-5
- Dragonsdawn (1988) ISBN 0-345-36286-1
- Renegades of Pern (1989) ISBN 0-345-36933-5
- All the Weyrs of Pern (1991) ISBN 0-345-36893-2
- The Chronicles of Pern: First Fall (1993) ISBN 0-345-36899-1
Dette er en samling noveller:
  - The Survey: P.E.R.N.
  - The Dolphins' Bell
  - The Ford of Red Hanrahan
  - The Second Weyr
  - Rescue Run (originally appeared in Analog)
- The Dolphins of Pern (1994) ISBN 0-345-36895-9
- The Girl Who Heard Dragons (1994) ISBN 0-8125-1099-2
- Red Star Rising (Hardback) og Red Star Rising: Second Chronicles of Pern (Paperback) (1996) ISBN 0-552-14272-7

(kaldt Dragon's Eye i USA udgaven, ISBN 0-345-41879-4)
- Masterharper of Pern (1998) ISBN 0-345-42460-3
- Beyond Between (1999) (en novelle; inkluderet i Legends II anthologien)
- The Skies of Pern (2001) ISBN 0-345-43469-2
- A Gift of Dragons (2002) ISBN 0-345-45635-1
Dette er en samling af fire noveller:
  - The Smallest Dragonboy (1973)
  - The Girl Who Heard Dragons (1994)
  - The Runner of Pern (1999)
  - Ever the Twain (2002)
- Dragon's Kin (2003) (with her son Todd McCaffrey) ISBN 0-345-46200-9
- Dragon's Blood (2005) (Written by Todd McCaffrey) ISBN 0-345-44124-9
- Dragon's Fire (July 2006) (with her son Todd McCaffrey) ISBN 0-345-48028-7
- Drager på himlen. Oversat af Helle Borgen. – [Valby] : Borgen, 1985. – 303 sider – (Borgen science fiction) ISBN 87-418-7165-0

### The Ship Serien
- The Ship Who Sang (1969) (Novellesamling med historier fra 1961, 1966, og 1969) ISBN 0-345-33431-0
- Skibet som sang (The Ship Who Sang), novelle i “Parallaxis : science fiction af kvindelige amerikanske forfattere”, ved Lise Svane-Mikkelsen April : 1986
- PartnerShip (1992) med Margaret Ball, ISBN 0-671-72109-7
- The Ship Who Searched (1992) med Mercedes Lackey, ISBN 0-671-72129-1
- The City Who Fought (1993) med S.M. Stirling, ISBN 0-671-87599-X
- The Ship Who Won (1994) med Jody Lynn Nye, ISBN 0-671-87657-0
- Brain Ships (2003) (inkluderer The Ship Who Searched og Partnership) ISBN 0-7434-7166-0
- The Ship who Saved the Worlds (2003) (inkluderer The Ship who Won og The Ship Errant) ISBN 0-7434-7171-7
- The City and the Ship (2004) (inkluderer The City who Fought og The Ship Avenged) ISBN 0-7434-7189-X

- Denne serie inkluderer også solo romaner af Stirling and Nye
  - The Ship Errant (1996) af Jody Lynn Nye, ISBN 0-671-87854-9
  - The Ship Avenged (1997) af S.M. Stirling, ISBN 0-671-87861-1

### Talents universet

#### Pegasus Serien
- To Ride Pegasus (1973) (noveller) ISBN 0-345-33603-8
- Pegasus in Flight (1990) ISBN 0-345-36897-5
- Pegasus in Space (2000) ISBN 0-345-43467-6

#### Tower and Hive Serien
- The Rowan (1990) (delvis baseret på novellen "Lady in the Tower") ISBN 0-441-73576-2
- Damia (1991) (delvis baseret på novellen "A Meeting of Minds") ISBN 0-441-13556-0
- Damia's Children (1993) ISBN 0-441-00007-X
- Lyon's Pride (1994) ISBN 0-441-00141-6
- The Tower and the Hive (1999) ISBN 0-441-00720-1

### Coelura & Nimisha & Crystal universet
- The Coelura (1983) ISBN 0-312-93042-9
- Nimisha's Ship (1998) ISBN 0-345-43425-0

#### Crystal Singer Serien
- Crystal Singer (1982) ISBN 0-345-32786-1
- Killashandra (1986) ISBN 0-345-31600-2
- Crystal Line (1992) ISBN 0-345-38491-1

BEMÆRK at CRYSTAL SINGER først blev udgivet i fire dele i Continuum 1, 2, 3, & 4 redigeret af Roger Elwood.

### Dinosaur Planet Serien
- Dinosaur Planet (1978) ISBN 0-345-31995-8
- Dinosaur Planet Survivors (1984) ISBN 0-345-27246-3

Mystery of Ireta (2003) — omnibus udgave af Dinosaur Planet og Dinosaur Planet Survivors, ISBN 0-345-46721-3

### Planet Pirates Trilogien
- Sassinak (1990-03-01) med Elizabeth Moon, ISBN 0-671-69863-X
- The Death of Sleep (1990-06-01) med Jody Lynn Nye, ISBN 0-671-69884-2
- Generation Warriors (1991-02-01) med Elizabeth Moon, ISBN 0-671-72041-4

The Planet Pirates (1993-10-01) — omnibus trade paperback samling af ovenstående trilogi, ISBN 0-671-72187-9

### Doona Serien
- Decision at Doona (1969) ISBN 0-345-35377-3
- Crisis on Doona (1992) med Jody Lynn Nye, ISBN 0-441-23194-2
- Treaty at Doona (1994) med Jody Lynn Nye, ISBN 0-441-00089-4
- Doona (2004) en omnibus udgave af de sidste to bøger af trilogien, ISBN 0-441-01131-4

### Petaybee Series (Powers serien)
- Powers That Be (1993) med Elizabeth Ann Scarborough
- Power Lines (1994) med Elizabeth Ann Scarborough
- Power Play (1995) med Elizabeth Ann Scarborough

#### Twins of Petaybee Serien
- Changelings (2005) med Elizabeth Ann Scarborough ISBN 0-345-47002-8

### Catteni Series (Freedom serien)
- Freedom's Landing (1995) (baseret på 1970'ernes novelle The Thorns of Barevi som optræder i 1977 samlingen Get Off the Unicorn) ISBN 0-441-00338-9
- Freedom's Choice (1996) ISBN 0-441-00531-4
- Freedom's Challenge (1998) ISBN 0-441-00625-6
- Freedom's Ransom (2002) ISBN 0-441-01020-2

### Acorna Serien
- Acorna the Unicorn Girl (1997) med Margaret Ball, ISBN 0-06-105789-4
- Acorna's Quest (1998) med Margaret Ball, ISBN 0-06-105790-8
- Acorna's People (1999) med Elizabeth Ann Scarborough, ISBN 0-06-105983-8
- Acorna's World (2000) med Elizabeth Ann Scarborough, ISBN 0-06-105984-6
- Acorna's Search (2001) med Elizabeth Ann Scarborough, ISBN 0-380-81846-9
- Acorna's Rebels (2003) med Elizabeth Ann Scarborough, ISBN 0-380-81847-7
- Acorna's Triumph (2004) med Elizabeth Ann Scarborough, ISBN 0-380-81848-5

### Acorna's Children Series
- First Warning (2005) med Elizabeth Ann Scarborough, ISBN 0-06-052539-8
- Second Wave (2006) med Elizabeth Ann Scarborough (ikke udgivet endnu) ISBN 0-06-052540-1

### Romancer
- The Mark of Merlin (1971) ISBN 1-58715-493-5
- Ring of Fear (1971) ISBN 1-58715-016-6
- The Kilternan Legacy (1975) ISBN 1-58715-793-4
- Stitch in Snow (1985) ISBN 0-8125-8562-3
- The Year of the Lucy (1986) ISBN 0-8125-8565-8
- The Lady (1987) ISBN 0-345-35674-8

THREE WOMEN indeholder flere af de ovensående i en omnibus udgave.

### Andre
- Restoree (1967), ISBN 0-345-35187-8
- Get off the Unicorn (1987) (samling af noveller), ISBN 0-345-34935-0
- Black Horses for the King (1996) ISBN 0-345-42257-0
- An Exchange of Gifts (1996) ISBN 1-880448-47-5
- No One Noticed the Cat (1996) ISBN 0-8095-0089-2
- Space Opera (1996) editor with Elizabeth Ann Scarborough, ISBN 0-88677-714-3
- If Wishes were Horses (1998) ISBN 1-55742-318-0

## Ekstern henvisning
- Officiel hjemmeside Arkiveret 20. januar 2019 hos  Wayback Machine
- Anne McCaffrey æresgæst på Eurocon 2007 i Danmark